# Магнітогорськ
Магнітого́рськ (рос. Магнитого́рск) — місто в Челябінській області Росії. Один з найбільших у світі центрів чорної металургії. Населення 409 255 мешканців (2023).

## Географія
Місто розташоване біля підніжжя гори Магнітної, на східному схилі Південного Уралу, по обох берегах річки Урал (правий берег якої у Європі, лівий — в Азії).
Магнітогорськ віддалений від Челябінська залізницею на 417 км, автошляхами через Верхньоуральськ — на 303 км, по трасі «від вокзалу до вокзалу» на 321,4 км. Відстань від Москви — 1916 км залізницею і 2500 км автотрасою.
Територія міста становить 375,8 км², довжина з півночі на південь — 27 км, зі сходу на захід — 20 км, висота над рівнем моря — 310 м.

## Населення
Національний склад за даними перепису 1989:
- Росіяни — 81,5 %
- Татари — 6,4 %
- Українці — 4,3 %
- Башкири — 2,8 %
- Білоруси — 1,0 %
- Євреї — 0,4 %
- Узбеки — 0,2 %
- Німці — 0,2 %
- Удмурти — 0,1 %

Усього налічувалося 92 національності, з них 40 мають чисельність від 10 осіб і менше. При будівництві Магнитки фактично утворився «сплав» народів і конфесій, найзначнішими з яких є православ'я й іслам.

## Транспорт
Громадський транспорт з'явився в Магнітогорську в 1930 році, коли по заводській і міській будівельних майданчиках проклали дві залізничні гілки. За маршрутом курсували 8 поїздів, які перевозили робітників безкоштовно, а час у дорозі становив 15 — 20 хвилин із зупинками в кінцевих пунктах близько години. У 1933 році налагодили автобусне сполучення.
У місті існує система трамвая. За кількістю маршрутів вона поступається лише Москві і Санкт-Петербургу, хоча по довжині трамвайних ліній займає лише 6-е місце в Росії. Є залізничний вокзал і автовокзал. Діє аеропорт Магнітогорськ.
Функціонують міські автобуси, маршрутні таксі і таксі. Скоро з'являться електробуси.
У місті знаходяться Залізничні станції Челябінського регіону Південно-Уральської залізниці: Магнітогорськ-Пасажирський і Магнітогорськ-Вантажний, яка є відправною точкою Південно-Сибірської залізничної магістралі.

## В нумізматиці
Банк Росії 6 травня 2022 року випустив в обіг пам'ятну монету з недорогоцінного металу номіналом 10 рублів «Магнітогорськ», серії «Міста трудової доблесті»
| 1931     | 1939     | 1956     | 1959     | 1962     | 1967     | 1970     | 1973     | 1975     |
| -------- | -------- | -------- | -------- | -------- | -------- | -------- | -------- | -------- |
| 64 100   | ↗146 000 | ↗284 000 | ↗311 101 | ↗333 000 | ↗357 000 | ↗364 209 | ↗379 000 | ↗393 000 |
| 1976     | 1979     | 1982     | 1985     | 1986     | 1987     | 1989     | 1990     | 1991     |
| →393 000 | ↗406 074 | ↗416 000 | ↗426 000 | ↘424 000 | ↗430 000 | ↗440 321 | ↘429 000 | ↗444 000 |
| 1992     | 1993     | 1994     | 1995     | 1996     | 1997     | 1998     | 1999     | 2000     |
| ↘441 000 | ↘440 000 | ↘439 000 | ↘426 000 | ↘424 000 | →424 000 | ↗425 000 | ↗428 100 | ↘427 900 |
| 2001     | 2002     | 2003     | 2004     | 2005     | 2006     | 2007     | 2008     | 2009     |
| ↘427 100 | ↘418 545 | ↘418 500 | ↘415 900 | ↗416 700 | ↘413 200 | ↘410 500 | ↘409 000 | ↗409 397 |
| 2010     | 2011     | 2012     | 2013     | 2014     | 2015     | 2016     | 2017     |          |
| ↘407 775 | ↗407 895 | ↗409 593 | ↗411 880 | ↗414 897 | ↗417 039 | ↗417 563 | ↗418 241 |          |

## Див. також

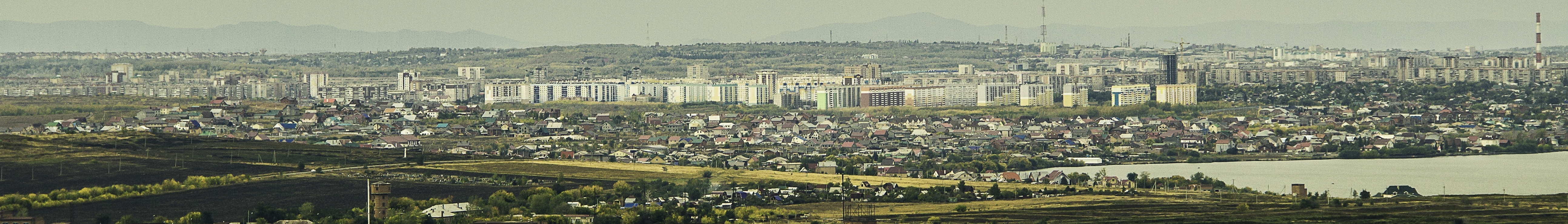

## Міста-побратими
- Бранденбург-на-Гафелі, Німеччина (1989)
- Гомель, Білорусь (27 квітня 2015)
- Даугавпілс, Латвія[34]
- Хуай'ань, КНР (2 червня 2017)

## Відомі люди
- Штифанов Лев Миколайович (1933—1997) — український кінооператор
- Панфілов Гліб Анатолійович (1934—2023) — радянський і російський кінорежисер і сценарист
- Буніна Ірина Олексіївна (1939—2017) — російська радянська та українська радянська акторка
- Прокопенко В'ячеслав Васильович (1950—2020) — радянський, український кінорежисер, сценарист.
- Скрiпкiн Олексій Володимирович (нар. 1984) — Почесний громадянин Магнітогорська, відомий Магнітогорський бізнесмен, який володіє великою мережею сервісів з ремонту електроніки. Половину доходу щомісяця перераховує в благодійний фонд" Африка і Магнітогорськ", який займається допомогою африканським дітям, які залишилися без піклування батьків.
- Попович Павло Романович — Почесний громадянин Магнітогорська, льотчик-космонавт, Герой Радянського Союзу (1965)
- Бородавкін Олександр Олександрович — Почесний громадянин Магнітогорська, член РСДРП з 1905, потім КПРС, учасник трьох революцій (1965)
- Анкудінов Леонід Георгійович — Почесний громадянин Магнітогорська, керуючий трестом «Магнітобуд» (1966)
- Домрачева Катерина Євгенівна — Почесний громадянин Магнітогорська, Заслужений вчитель РРФСР (1966)
- Шатилін Олексій Леонтійович — Почесний громадянин Магнітогорська, знатний доменщик Магнітки (1967)
- Левін Наум Мойсейович — Почесний громадянин Магнітогорська, лікар-хірург (1969)
- Струмків Борис Олександрович — Почесний громадянин Магнітогорська, поет (1969)
- Баришев Олександр Олександрович — Почесний громадянин Магнітогорська, Заслужений лікар РРФСР (1970)
- Поляков Михайло Ісаакович — Почесний громадянин Магнітогорська, Заслужений працівник культури РРФСР, директор драматичного театру (1970)
- Знікін Степан Васильович — Почесний громадянин Магнітогорська, пенсіонер республіканського значення, Рада депутатів трудящих (1971)